# 1994 w sztukach plastycznych
Wydarzenia w sztukach plastycznych i wizualnych w 1994 roku.

## Wydarzenia
- W Madrycie odbyła się pierwsza indywidualna wystawa Santiago Sierry[1].
- Wystawa Ilya Kabokova / Josepha Kosutha korytarz dwóch banalności = the corridor of two banalities (25 kwietnia 1994 – 3 września 1994) w Centrum Sztuki Współczesnej Zamek Ujazdowski w Warszawie, kuratorka: Milada Ślizińska[2]

## Malarstwo
- Richard Estes

Madison Square – olej na płótnie, 42x78 cali
- Paula Rego

Czyściciele ulic

## Plakat
- Jan Młodożeniec

Coincidences – druk sitowy, format B1
- Franciszek Starowieyski

plakat do filmu Ewangelia wg Harry'ego – format B1
plakat do opery Samson i Dalila – format B1
plakat do sztuki teatralnej Wariacje Goldbergowskie – format B1

## Rzeźba
- Mona Hatoum

Silence – rzeźba szklana, 126,6x93,7x58,7 cm. Kolekcja Museum of Modern Art.

## Instalacja
- Jarosław Kozłowski

Miękkie zabezpieczenie – wersja muzealna – trzy obrazy wykonane z gazet i oprawione w ramy, ławka, taboret, dwa postumenty, budzik, pisma "Artforum", "Kunstforum", "Flash Art"
- James Turrell

A Frontal Passage – światło fluorescencyjne, ok. 391,2x685,8x1036,3 cm. Kolekcja Museum of Modern Art

## Nagrody
- Nagroda im. Jana Cybisa – Jan Dobkowski
- Paszport „Polityki” w kategorii sztuki wizualne – Ryszard Górecki[12]
- Nagroda Turnera – Antony Gormley[13]
- Nagroda Oskara Kokoschki – Jannis Kounellis[14]
- 14. Międzynarodowe Biennale Plakatu[15]

Złoty medal w kategorii plakatów ideowych – Mitsuo Katsui
Złoty medal w kategorii plakatów reklamowych – Ralph Schraivogel
- Nagroda Krytyki Artystycznej im. Jerzego Stajudy – Maryla Sitkowska[16]
- World Press Photo – Larry Towell[17]

## Zmarli
- Krzysztof Niemczyk (ur. 1938), krakowski pisarz, malarz, performer i sytuacjonista
- 21 marca – Bohdan Urbanowicz (ur. 1911), polski malarz, architekt
- 9 maja - Anni Albers (ur. 1899), amerykańska graficzka i projektantka tkanin
- 20 lipca – Paul Delvaux (ur. 1897), belgijski malarz
- 4 listopada – Sam Francis (ur. 1923), amerykański malarz